# Sinularia querciformis
Sinularia querciformis is een zachte koraalsoort uit de familie Alcyoniidae. De koraalsoort komt uit het geslacht Sinularia. Sinularia querciformis werd in 1903 voor het eerst wetenschappelijk beschreven door Pratt. 